# Bianco di Torgiano
Il Bianco di Torgiano è un vino DOC la cui produzione è consentita nella provincia di Perugia.

## Caratteristiche organolettiche
- colore: giallo paglierino più o meno intenso.
- odore: vinoso, floreale, gradevole.
- sapore: asciutto leggermente fruttato, piacevolmente acidulo.

## Abbinamenti consigliati
Tegamaccio di pesce di lago

## Produzione
Provincia, stagione, volume in ettolitri
- Perugia  (1990/91)  7191,34
- Perugia  (1991/92)  4636,68
- Perugia  (1992/93)  6943,38
- Perugia  (1993/94)  5042,15
- Perugia  (1994/95)  5731,27
- Perugia  (1995/96)  8416,98
- Perugia  (1996/97)  6721,21